# 叶如棠
叶如棠（1940年3月20日—），男，祖籍浙江温岭，生于宁波，中华人民共和国政治人物，美国建筑师协会荣誉会员，中国建筑学会原理事长。

## 生平
叶如棠祖籍浙江省温岭市牧屿金樟村，生于宁波市。早年就读于宁波市第二中学，后考入清华大学，毕业于清华大学建筑系。1984年，担任北京建筑设计院院长。1985年，担任中华人民共和国城乡建设环境保护部部长。1988年，改任中华人民共和国建设部第一副部长。2001年，任第九届全国人大环境与资源保护委员会副主任委员。曾负责主持中华人民共和国国家九五重点科研项目《2000年小康型城乡住宅科技产业工程》。